# Kanton Grieben

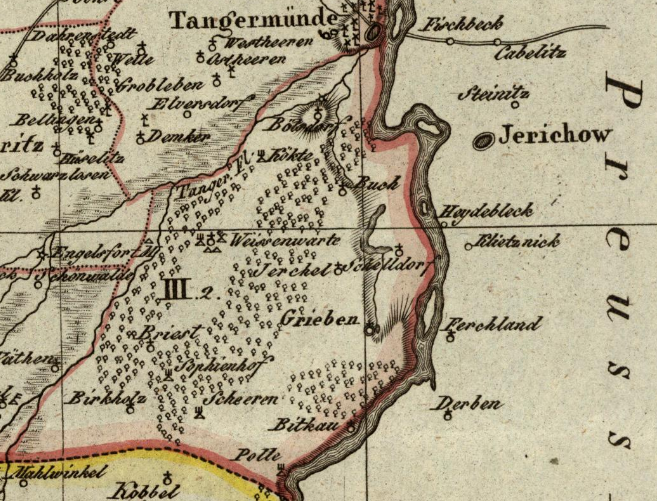
Kanton Grieben im Distrikt Stendal des Departement der Elbe

Der Kanton Grieben (auch Canton Grieben) war eine Verwaltungseinheit des Königreichs Westphalen. Er bestand von 1807 bis zur Auflösung des Königreichs Westphalen im Oktober des Jahres 1813 und gehörte nach der Verwaltungsgliederung des Königreichs zum Distrikt Stendal des Departement der Elbe. Kantonshauptort (chef-lieu) war Grieben, ein Ortsteil der Gemeinde Tangerhütte im Landkreis Stendal (Sachsen-Anhalt).

## Geschichte
Im Frieden von Tilsit musste Preußen 1807 unter anderen Gebieten auch die Altmark und das Herzogtum Magdeburg an das in diesem Jahr neu gegründete Königreich Westphalen abtreten. Aus diesen Gebieten und kleineren, vom Königreich Sachsen abgetretenen Gebieten (Grafschaft Barby und Amt Gommern) wurde das Departement der Elbe gebildet, das in vier Distrikte (Magdeburg, Neuhaldensleben, Stendal und Salzwedel) gegliedert war. Der Distrikt Stendal untergliederte sich weiter in 13 Kantone (cantons), darunter der Kanton Grieben. Zum Kanton Grieben gehörten (von der heutigen Schreibweise abweichende Originalschreibweisen sind kursiv):
- Grieben, Kantonshauptort (chef-lieu)
- Bittkau (Bitkau), Dorf mit den Häusern Scheeren und Polte
- Birkholz, Dorf mit dem Meyerhof Sophienhof (Sophienhoff)
- Jerchel, Dorf mit Briest (Brist)
- Weißewarthe (Weißenwarthe), Dorf,
- Buch, Dorf, mit Schelldorf (Selldorf)
- Bölsdorf (Belsdorf), Dorf mit dem Meierhof Köckte (Kökte)

Die Orte gehörten vor/bis 1807 zum Tangermündeschen Kreis der Mark Brandenburg.
1808 hatte der Kanton Grieben 2.686 Einwohner
1811 hatte der Kanton Grieben eine Fläche von 3,31 Quadratmeilen und 2.643 Einwohner. Ab etwa 1811 wurde der Kanton Grieben zusammen mit dem Kanton Tangermünde in Personalunion verwaltet. Kantonmaire war ein Herr von Roth zu Köckte, Der beiden Kantone hatten nach dem Hof- und Staatshandbuch zusammen 7.655 Einwohner. bw. nach dem Hof- und Staatskalender 7.693 Einwohner. 1811 hatte der Kanton Grieben (hier wieder ohne Kanton Tangermünde) 2.640 Einwohner.
Mit dem Zerfall des Königreich Westphalen nach der Völkerschlacht bei Leipzig wurde die vorherige preußische Verwaltungsgliederung wieder hergestellt. In der Kreisreform von 1816 kam das Gebiet des Kantons Grieben zum Kreis Stendal.